# مارك واشنطن (لاعب كرة قدم أمريكية)
مارك واشنطن (بالإنجليزية: Mark Washington)‏ هو لاعب كرة قدم أمريكية أمريكي، ولد في 20 أغسطس 1985.

## وصلات خارجية
- مارك واشنطن على موقع مرجع كرة القدم المحترفة.كوم (الإنجليزية)